# Steyr HS .50
Steyr HS .50 — австрийская крупнокалиберная снайперская винтовка, выпускающаяся фирмой Steyr Mannlicher Gmbh & Co KG. Снайперская винтовка австрийской разработки Steyr HS .50 сконструирована для уничтожения вражеских снайперов, поражения легкобронированной техники, РЛС, артиллерийских расчётов, расчетов ракетной техники и авиации.

## История
Steyr HS .50 - первая снайперская винтовка компании "Steyr - Mannlicher" под патрон 12,7х99 мм.
Первый прототип этой винтовки был изготовлен в 2002 году под названием Fortmeier M2002. В феврале 2004 года винтовка под наименованием Steyr HS .50 была официально представлена на оружейной выставке "ShotShow-2004" в Лас-Вегасе.

## Устройство
Винтовка Steyr HS .50 не имеет магазина, то есть она однозарядная. Зарядка выполняется продольно-скользящим затвором. При перезарядке патрон закладывается в ствол при открытом затворе. Запирание производится поворотом затвора. Предохранитель флажкового типа, находится выше пистолетной рукояти. Над стволом находится планка Пикатинни, для установки разнообразных прицельных приспособлений. На задней части приклада есть резиновый амортизатор для уменьшения отдачи. Также, для снижения испытываемой стрелком отдачи, на стволе установлен дульный щелевой тормоз-компенсатор. В передней части ложа расположены регулируемые по высоте сошки.

## Варианты и модификации
- Steyr HS .460 - вариант под патрон .460 Steyr[2].
- Steyr HS .50 - вариант под патрон 12,7×99 мм НАТО (.50 Браунинг)

## Страны-эксплуатанты
- Аргентина - партия Steyr HS .50 под патрон 12,7х99 мм закуплена для вооружённых сил Аргентины и передана в войска в 2018 году[3]